# Błyszczyk do ust

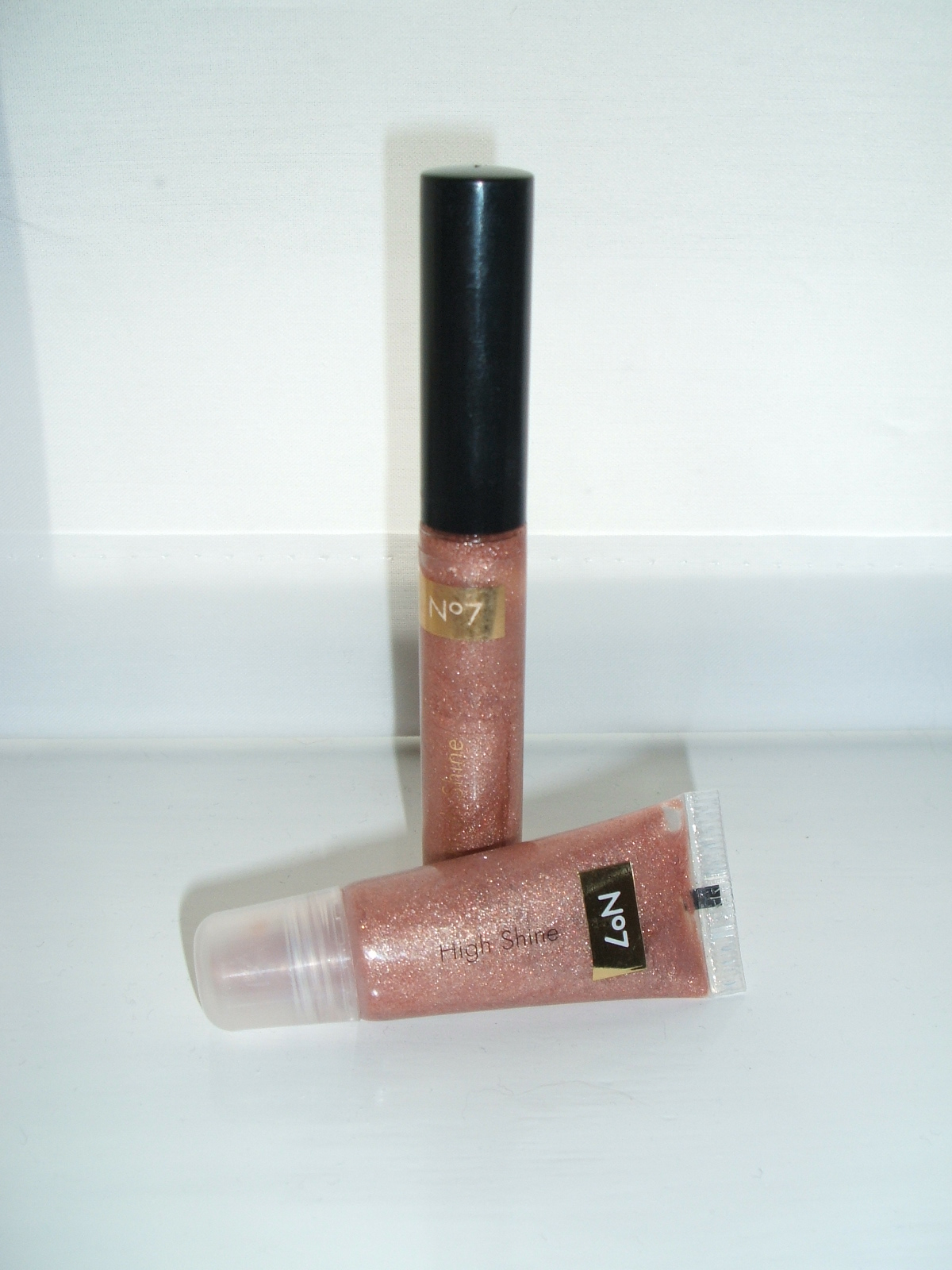
Błyszczyki do ust

Błyszczyk do ust – kosmetyk kolorowy służący do podkreślenia ust i nadania im delikatnego połysku i barwy, używany samodzielnie lub na szminkę, pomadkę.
Występuje w formie półpłynnej substancji nakładanej specjalnym pędzelkiem lub aplikatorem, w formie bardziej stałej, zbliżonej do wazeliny, w tubce aplikowany poprzez dociśnięcie wylotu opakowania do ust oraz w pudełku nakładany palcem.
Błyszczyki mogą być przezroczyste (nakładane często jako dodatkowa warstwa na szminkę) lub kolorowe, również opalizujące. Mogą zawierać drobinki, brokat, bądź być bezdrobinkowe. Istnieją również wersje o różnych smakach, np. owocowych, czy przeznaczeniu np. błyszczyk z dodatkiem imbiru, który powiększa wargi. Oprócz estetycznej spełniają również funkcję ochronną, zapobiegając pękaniu warg, ich wysychaniu.

## Składniki
Podobnie jak szminka, błyszczyk do ust jest mieszanką wosków, olejów i pigmentów. Błyszczyki do ust zawierają mniej pigmentów niż szminki, a te, które są używane, są często bardziej blade lub rozcieńczone (<3%). Sypka konsystencja produktu wymaga mniej wosku. Głównymi składnikami są lanolina, która dzięki swoim właściwościom nawilżającym jest przyjemna w dotyku i nadaje połysk ustom, oraz polibuten.